# Lista de buracos negros próximos
Esta lista contém todos os buracos negros conhecidos relativamente próximos do sistema solar (dentro da Via-Láctea). Para facilitar a comparação de distâncias, nossa estrela mais próxima, além do Sol - Proxima Centauri - está a cerca de 4,24 anos-luz de distância e nossa galáxia, a Via-Láctea, tem 100 mil anos-luz de diâmetro.

## Lista
| # | Distância em anos-luz (±err) | Distância em kiloparsecs (±err) | Designação           | Designação | Classe estelar | Época J2000.0     | Época J2000.0     | Massa solar (Sol = 1) | Data da descoberta | Notas e referências adicionais                 | Notas e referências adicionais                                                                   |
| # | Distância em anos-luz (±err) | Distância em kiloparsecs (±err) | Sistema              | Componente | Classe estelar | Ascensão reta     | Declinação        | Massa solar (Sol = 1) | Data da descoberta | Sistema                                        | Componente                                                                                       |
| - | ---------------------------- | ------------------------------- | -------------------- | ---------- | -------------- | ----------------- | ----------------- | --------------------- | ------------------ | ---------------------------------------------- | ------------------------------------------------------------------------------------------------ |
| 1 | 3000                         | 0.858                           | A0620-00 (V616 Mon)  | A          | BH             | 06h 22m 44.503s   | -00° 20′ 44.72″   | 11.0±1.9              | 1917               | sistema estelar binário de órbita t = 7,75 hrs | Candidato a buraco negro                                                                         |
| 1 | 3000                         | 0.858                           | A0620-00 (V616 Mon)  | B          | K              | 06h 22m 44.503s   | -00° 20′ 44.72″   | 0.5±0.3               | 1917               | sistema estelar binário de órbita t = 7,75 hrs | —                                                                                                |
| 2 | 6000±375                     | 1.86 ± 0.12                     | Cygnus X-1 (Cyg X-1) | Cyg X-1    | BH             | 19h 58m 21.67595s | +35° 12′ 05.7783″ | 15±1                  | Abril-maio de 1971 | sistema estelar binário de órbita t = 5,6 d    | —                                                                                                |
| 2 | 6000±375                     | 1.86 ± 0.12                     | Cygnus X-1 (Cyg X-1) | HDE 226868 | O              | 19h 58m 21.67595s | +35° 12′ 05.7783″ | 30±10                 | Abril-maio de 1971 | sistema estelar binário de órbita t = 5,6 d    | —                                                                                                |
| 3 | 7800±460                     | 2.39±0.14                       | V404 Cygni           | A          | BH             | 20h 24m 03.83s    | +33° 52′ 02.2″    | 9                     | 22 de Maio de 1989 | estrela binária de órbita t = 6,5 d            | O primeiro buraco negro a ter uma medição precisa de paralaxe por sua distância do sistema solar |
| 3 | 7800±460                     | 2.39±0.14                       | V404 Cygni           | B          | K              | 20h 24m 03.83s    | +33° 52′ 02.2″    | 0.7                   | 22 de Maio de 1989 | estrela binária de órbita t = 6,5 d            | Inicialmente uma estrela gigante K                                                               |
| 4 | 8100±1000                    | 2.49±0.30                       | GRO J0422+32         | A          | BH             | 04h 21m 42.723s   | +32° 54′ 26.94″   | 3.97±0.95             | 5 August 1992      | sistema estelar binário de órbita t = 5,09 h   | Pode ser uma estrela massiva de neutrões                                                         |
| 4 | 8100±1000                    | 2.49±0.30                       | GRO J0422+32         | B          | M1             | 04h 21m 42.723s   | +32° 54′ 26.94″   | 0.5±0.1               | 5 August 1992      | sistema estelar binário de órbita t = 5,09 h   |                                                                                                  |
| 5 | 11100±700                    | 3.4±0.2                         | Cygnus X-3           | Cyg X-3    | BH             | 20h 32m 25.766s   | +40° 57′ 28.26″   | 15±5                  | 1967               | sistema estelar binário de órbita t = 4,8 h    |                                                                                                  |
| 5 | 11100±700                    | 3.4±0.2                         | Cygnus X-3           | V1521 Cyg  | WN             | 20h 32m 25.766s   | +40° 57′ 28.26″   | 30+15 −50             | 1967               | sistema estelar binário de órbita t = 4,8 h    | Uma das estrelas mais luminosas da galáxia                                                       |
| 6 | 11900±3600                   | 3.7±1.1                         | GRO J1655-40         | A          | BH             | 16h 54m 00.137s   | -39° 50′ 44.90″   | 5.31±0.07             | 1994               | sistema estelar binário de órbita t = 2.6 d    |                                                                                                  |
| 6 | 11900±3600                   | 3.7±1.1                         | GRO J1655-40         | V1033 Sco  | F5IV           | 16h 54m 00.137s   | -39° 50′ 44.90″   | 1.9±0.3               | 1994               | sistema estelar binário de órbita t = 2.6 d    |                                                                                                  |
| 7 | 29700±2700                   | 9.1±0.8                         | 4U 1543-475          | A          | BN             | 15h 47m 08.277s   | -47° 40′ 10.28″   | 9.4±2.0               | 1971               | sistema estelar binário de órbita t = 26,8 hr  | Estima-se 7,5±1,0 kpc antes do Gaia                                                              |
| 7 | 29700±2700                   | 9.1±0.8                         | 4U 1543-475          | B          | A2V            | 15h 47m 08.277s   | -47° 40′ 10.28″   | 2.7±1.0               | 1971               | sistema estelar binário de órbita t = 26,8 hr  |                                                                                                  |